# دویتس فار
دویتس فار (به آلمانی: Deutz-Fahr) شرکت صنایع سنگین آلمانی مستقر در کلن است، که در زمینه طراحی و ساخت ماشین‌آلات کشاورزی و ارائه خدمات مهندسی کشاورزی، فعالیت می‌نماید.
این شرکت در سال ۱۸۹۴ تأسیس شده‌است.